# ヴィクター・ゴランツ
ヴィクター・ゴランツ（Victor Gollancz, 1893年4月9日 - 1967年2月8日）は、イギリスの出版事業家、社会主義者、博愛主義者。

## 人物
ポーランド系ユダヤ人の卸売宝石商の息子としてロンドンに生まれる。おじにラビでヘブライ学者のハーマン・ゴランツと古英語学者のイズレイル・ゴランツがいる。
オクスフォード大学ニューコレッジで古典学の学位を取得した後、学校教師となる。第一次世界大戦では大英帝国陸軍で従軍。1917年、戦後のイギリス社会の指針を立案するための再建委員会（Reconstruction Committee）に参加し、ここでアーネスト・ベンと知り合い、出版事業の世界に入る。雑誌を創刊することから着手し、一連の芸術書を出版、さらに作家たちと契約して文学書の出版に乗り出した。
1927年に自ら出版社を設立し、ジョージ・オーウェルやフォード・マドックス・フォードの著書を上梓した。1936年に左翼運動の一環で「レフト・ブック・クラブ」を創設。ハロルド・ラスキが参加し、オーウェル『ウィガン波止場への道』など多くを出版。
推理小説の出版にも力を入れ、ドロシー・L・セイヤーズ、エラリー・クイーン、ジョン・ル・カレなどの版元であった。マーケティングの手法も（当時では）画期的で、自社で出した小説を宣伝する目的で、新聞に全面広告を打ち出し大きな反響を呼んだ。また活字の字体や、出版装幀にも一家言あり、読者の購買欲をそそるためにさまざまな意匠を凝らした。
出版事業で華々しい成功を収めつつも、ゴランツ自身きわめて精力的な著述家で、幅広いテーマについて熱心に発言した。論客として社会問題に対しては単に案を出すだけでなく、豊富な資金と人脈に物を言わせて、自らの案を実行に移すことで有名だった。
1945年第二次世界大戦終了後に、連合国に占領されていたドイツとイタリアに食糧や衣料を送る運動を起こしたのはその一例である。この時期に運動の組織者として雇ったのが平和運動家のペギー・ダフだった。1950年代には、ダフと共に死刑制度を廃止すべく国民運動を指導した。
1960年、ドイツ書籍協会平和賞を受賞。1965年、ナイトに叙せられた。

### 関連文献
- ジョン・ルイス『出版と読書　レフト・ブック・クラブの歴史』

鈴木建三訳、晶文社、1991年。運動の当事者だった著者による回想
- シーラ・ホッジズ『ゴランツ書店　ある出版社の物語1928-1978』

奥山康治、三澤佳子訳、晶文社、1985年。出版史